# Брендон Стентон
Брендон Стентон (* 1 березня 1984, Маріетта, передмістя Атланти, штат Джорджія)) — американський фотограф і блогер, який став відомим завдяки своєму фотоблогу Humans of New York (HONY), що запустив у 2010 році. У блозі публікуються портрети людей на вулицях Нью-Йорка й уривки розмов про їхнє життя. На основі блогу була опублікована книга Humans of New York, що стала бестселером. У блогу Стентона в лютому 2015 було понад 12 мільйонів підписників у Facebook і близько 400 тисяч на Tumblr.

## Біографія
У 2002 році закінчив місцеву школу Вокер-скул. Вивчав історію в Університеті Джорджії. Пізніше, серед перших людей, які на нього вплинули, він називав Кірка Вілліса, професора англійської історії в університеті, у якого були захоплюючі лекції. У цей же час у Стентона з'явився інтерес до читання біографій.
У 2010 році він купив камеру і почав фотографувати в центрі Чикаго. Коли Стентон у 2010 році втратив роботу трейдера з облігацій у чиказької фірмі Gambit Trading LLC, він перетворив своє захоплення фотографією на професію і почав тур американськими містами, почавши з Нового Орлеана, Піттсбурга та Філадельфії. Крім міських пейзажів, він також робив непостановочні вуличні портрети. В рамках свого турне в серпні 2010 року він приїхав у Нью-Йорк, де планував залишитися лише на короткий час перед від'їздом на захід. Однак він залишився в місті і почав публікувати фотографії в альбомі «Humans of New York» («Люди Нью-Йорка») на своїй сторінці в Facebook.
У підсумку в листопаді 2010 року Стентон створив у Facebook окрему сторінку Humans of New York. Перший рік він публікував тільки фотографії без підписів. З часом він почав додавати невеликі цитати з розмов з тими, кого знімав. По мірі зростання популярності блогу в середині 2012 року Стентону вже допомагали два помічники-волонтера і він почав вести сторінку на Tumblr. У серпні 2012 про Humans of New York написав Vogue. У травні 2013 Стентон зробив портрети співробітників штаб-квартири Facebook. Стентон також працював комерційним фотографом. У 2013 він зняв рекламну кампанію для Amtrak, яка була опублікована у «Вашингтон пост».
У жовтні 2013 у його блозі було близько 6000 фотографій, 11,4 мільйона підписників у Facebook і близько 400 тисяч на Tumblr. У жовтні Стентон також опублікував книгу Humans of New York. Вона отримала хороші відгуки і була продана в кількості 30 000 копій у передзамовленні. Напередодні публікації він дав інтерв'ю Біллу Вейру в програмі ABC News Nightline. Книга досягла 1-ї позиції в списку нехудожніх бестселерів 2013 за версією «Нью-Йорк Таймс» за тиждень після 3 листопада 2013.
До 10-річчя Facebook у лютому 2014 соціальна мережа випустила серію відео «Facebook Stories», одне з яких було присвячено Humans of New York. У тому ж місяці ABC News випустила програму «День Святого Валентина з „Людьми в Нью-Йорку“» (англ. Valentine's Day with the 'Humans of New York'). У серпні 2014 Стентон подорожував Близьким Сходом, де під егідою ООН протягом 50 днів фотографував людей у 10 країнах. Влітку 2015 він провів місяць у Пакистані. Стентон продовжує жити в районі Бедфорд — Стайвесант на півночі Брукліна і фотографувати в Нью-Йорку.

## Публікації
- Humans of New York. New York: St. Martin's Press. 15 жовтня 2013. ISBN 978-1-250-03882-1.
- Little Humans of New York. New York: Farrar, Straus and Giroux. 7 жовтня 2014. ISBN 978-0374374563.
- Humans of New York: Stories. New York: St. Martin's Press. 13 жовтня 2015. ISBN 978-1250058904.

## Премії
- 2013 — Webby Awards за найкраще використання фотографії[27]
- 2013 — журнал «Тайм» включив Стентона у список «30 Under 30 World Changers»[28]
- 2014 — James Joyce Award Літературно-історичного товариства Дублінського університетського коледжу[29]